# Bistum Xochimilco
Das Bistum Xochimilco (lateinisch Dioecesis Xochimilcensis, spanisch Diócesis de Xochimilco) ist eine in Mexiko gelegene römisch-katholische Diözese mit Sitz im zu Mexiko-Stadt gehörenden Stadtbezirk Xochimilco.

## Geschichte

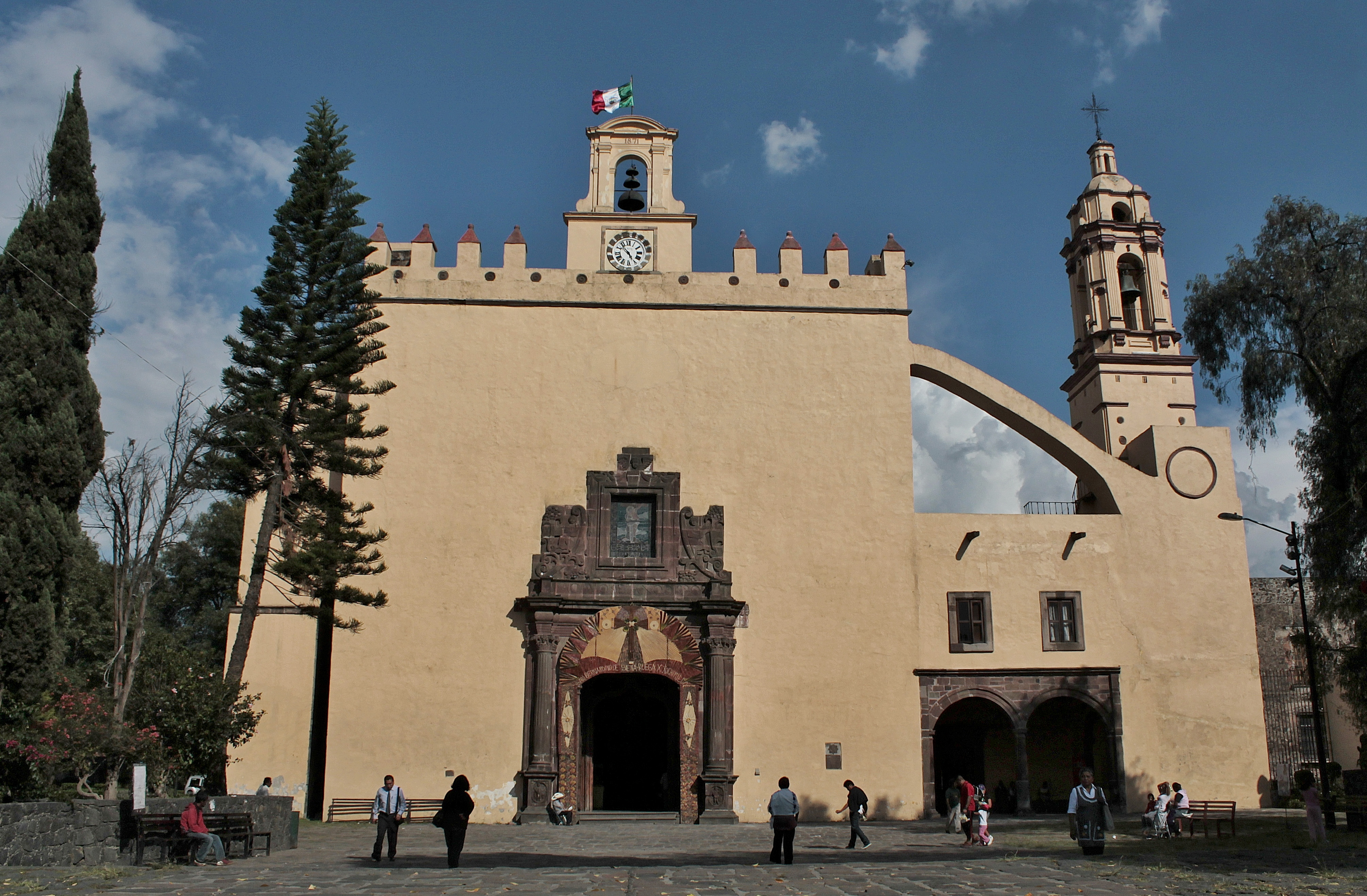
Kathedrale San Bernardino de Siena

Das Bistum Xochimilco wurde am 28. September 2019 durch Papst Franziskus aus Gebietsabtretungen des Erzbistums Mexiko-Stadt errichtet und diesem als Suffraganbistum unterstellt. Erster Bischof wurde Andrés Vargas Peña.
Das Bistum Xochimilco umfasst die Stadtbezirke Xochimilco, Tláhuac und Milpa Alta.

## Bischöfe
- Andrés Vargas Peña, 2019–2025
- Juan María Huerta Muro OFM, seit 2025